# 海蘭草甸 (特拉華州)
高地草甸（英語：Highland Meadows）是位於美國特拉華州紐卡斯爾縣的一個非建制地區。該地的面積和人口皆未知。

## 地理
高地草甸的座標為39°47′30″N 75°40′19″W / 39.79167°N 75.67194°W，而該地的平均海拔高度為117米（即384英尺）。